# أردي موسي
أردي موسی هي قرية في مقاطعة سرعين، إيران. يقدر عدد سكانها بـ 816 نسمة بحسب إحصاء 2016.